# 0 A.D.
0 A.D. (đọc là zero a-dee) (tạm dịch: Năm 0 CN) là trò chơi máy tính nguồn mở thuộc thể loại chiến lược thời gian thực đa nền tảng do hãng Wildfire Games phát triển. Là game quản lý kinh tế và quân sự lấy bối cảnh các cuộc chiến tranh trong thời gian vào giữa năm 500 trước CN và 500 sau CN. Do sẽ đa nền tảng nên game có thể chơi trên các hệ điều hành như Windows, Mac OS, và Linux. Mục đích chính mà game hướng đến là miễn phí hoàn toàn và mã nguồn mở. Thêm vào đó, các nhà phát triển không được trả lương cho sản phẩm của họ, và họ cũng sẽ không tính phí cho sản phẩm của mình. Game được phát triển từ năm 2000, những mãi đến năm 2003 công việc phát triển thực sự mới bắt đầu. Không có ngày phát hành chính thức cho phiên bản hoàn chỉnh.

## Lịch sử
0 A.D. bắt đầu như một ý tưởng về một bản mod chuyển đổi toàn diện cho Age of Empires II: The Age of Kings vào tháng 6 năm 2001. Với khả năng thiết kế hạn chế, nhóm phát triển nhanh chóng chuyển sang xây dựng một trò chơi hoàn toàn độc lập dựa trên ý tưởng của họ.
Vào tháng 11 năm 2008, các nhà phát triển khẳng định sẽ sớm phát hành dự án dưới dạng mã nguồn mở. Ngày 10 tháng 7 năm 2009, Wildfire Games phát hành mã nguồn 0 A.D. dưới GPL 2 và phát hành các nội dung nghệ thuật theo CC-BY-SA.
Có khoảng 10-15 người làm việc trong dự án 0 A.D. vào khoảng ngày 23 tháng 3 năm 2010, nhưng kể từ khi phát triển đã có hơn 100 người đóng góp cho dự án này.

### Lịch sử phiên bản
| Phiên bản | Phiên bản | Tên gọi       | Ngày phát hành       | Đặc tính |
| --------- | --------- | ------------- | -------------------- | --- |
| Pre-Alpha | 1         |               | 2 tháng 4 năm 2010   | Bản thử nghiệm cho các nhà phát triển với mã nguồn, tài nguyên và phiên bản được biên dịch của dự án. |
| Pre-Alpha | 2         |               | 12 tháng 6 năm 2010  | Hệ thống di chuyển đơn vị mới (tìm đường chính xác và tránh chướng ngại vật), quá trình huấn luyện trong các chương trình; thêm vào đơn vị cho minimap. |
| Pre-Alpha | 3         |               | 11 tháng 7 năm 2010  | Thêm phần hỗ trợ chơi mạng, thiết kế lại giao diện, cải thiện khả năng tìm đường: thêm vào các hạn chế di chuyển đối với các loại địa hình, bổ sung các đơn vị trên biển. |
| Alpha     | 1         | Argonaut      | 16 tháng 8 năm 2010  | Bản đồ mới, AI cho động vật, thiết kế lại AI của đơn vị, thêm chức năng chat ở phần chơi mạng trong game. |
| Alpha     | 2         | Bellerophon   | 20 tháng 10 năm 2010 | Thêm vào sương mù chiến tranh, di chuyển nhóm và đội hình cơ bản; điều kiện chiến thắng; cải thiện hiệu năng dò đường, cải tiến giao diện game; thêm vào quần xã sinh vật mới (thảo nguyên), sửa đổi công trình kiến trúc Xen-tơ và thêm vào một số bản đồ mới. |
| Alpha     | 3         | Cerberus      | 11 tháng 12 năm 2010 | Thêm nguồn tài nguyên, bản đồ tròn, đồn trú, cải thiện chức năng dò đường; tàu thuyền Hy Lạp và Xen-tơ mới, công trình Hy Lạp; cải tiến màn hình cài đặt game, thiết kế lại màn hình tải và màn hình tóm tắt được thêm vào; một số bản đồ mới. |
| Alpha     | 4         | Daedalus      | 12 tháng 3 năm 2011  | Thêm phiên bản nguyên mẫu ban đầu AI của đối thủ; cải thiện quá trình xử lý sương mù chiến tranh, thêm lựa chọn trong hệ thống phản hồi tự động; đơn vị hải quân mới, vũ khí công thành, cầu và hiệu ứng âm thanh mới. |
| Alpha     | 5         | Edetania      | 20 tháng 5 năm 2011  | Nền văn minh mới: Người Iberia; bot được cải thiện: JuBot; ngôn ngữ kịch bản cho bản đồ ngẫu nhiên; thăng cấp đơn vị; cải tiến đội hình; hiệu ứng: lửa, khói, bụi xây dựng, hạt lấp lánh gần mỏ, lá rơi, bóng đơn vị, bản đồ mới, hiệu ứng âm thanh, bản nhạc. |
| Alpha     | 6         | Fortuna       | 10 tháng 7 năm 2011  | Tư thế đơn vị: Bạo lực, Hung hăng, Phòng thủ, Giữ vững, Né tránh, vân địa hình, hiệu ứng âm thanh, bản đồ, đơn vị và các công trình mới; cải tiến giao diện biên tập màn chơi; hỗ trợ đơn vị bay và bản đồ thử nghiệm với máy bay P-51 Mustang. |
| Alpha     | 7         | Geronium      | 17 tháng 9 năm 2011  | Nền văn minh mới: Carthage; hệ thống lãnh thổ linh động mới, thiết kế mới cho menu chính, một số bản nhạc và bản đồ mới.. |
| Alpha     | 8         | Haxāmaniš     | 23 tháng 12 năm 2011 | Nền văn minh mới: Ba Tư; hệ thống trao đổi tài nguyên, hỗ trợ lưu game, hỗ trở kết nối lại trong chế độ chơi mạng, AI được cải thiện, ba bản nhạc nền mới. |
| Alpha     | 9         | Ides of March | 15 tháng 3 năm 2012  | Nền văn minh mới: La Mã; hệ thống trao đổi, hệ thống chiến đấu mới, AI được cải thiện, bản đồ ngẫu nhiên và hình ảnh hoạt họa mới cho các đơn vị quân. |
| Alpha     | 10        | Jhelum        | 16 tháng 5 năm 2012  | Nền văn minh mới: Athens, Macedonia, Sparta (thay thế cho nền văn minh Hy Lạp chung chung); chín bản đồ mới, thêm vào 4 giai đoạn nền văn minh, hệ thống chiến đấu mới, cải tiến đồ họa, thêm tùy chỉnh về đồ họa, cải thiện hỗ trợ trên Mac, Linux, hạn chế về tấn công (phụ nữ không thể tấn công binh lính, binh lính không thể tấn công tường thành,...) và cố định một số lỗi gameplay và AI. |
| Alpha     | 11        | Kronos        | 7 tháng 9 năm 2012   | Nền văn minh mới: Britons và Gauls (thay thế cho nền văn minh Xen-tơ); AI mới: Aegis Bot, cổng thành, hệ thống âm thanh mới, chia sẻ tầm nhìn với đồng minh, hiệu ứng đồ họa mới: ambient occlusion, normal mapping, parallax mapping, specularity, bổ sung thêm kiểu địa hình. |

## Nội dung
Lối chơi của 0 A.D. giống như các trò dàn trận khác, người chơi cũng bắt đầu từ việc thu thập tài nguyên, xây dựng căn cứ đến tạo lính và nghiên cứu công nghệ. Chủ yếu nhắm vào sự phát triển kinh tế và quân sự. Mục đích của Wildfire Games là tạo ra một trải nghiệm mới mẻ và sáng tạo nhưng đồng thời cũng quen thuộc, tập trung vào các khía cạnh quân sự của chiến lược thời gian thực. Game sẽ hướng tới tính chính xác lịch sử những đồng thời cũng không gây hại đến trải nghiệm chơi, ngoài ra game còn hướng tới khả năng chơi lại cao bằng khả năng dễ mod và sự hình thành của một cộng đồng trực tuyến lớn. Người chơi sẽ phải xây dựng một thành phố và quân đội dựa theo các quy tắc của dòng game chiến lược thời gian thực tiêu chuẩn, thu thập tài nguyên và xây dựng các công trình. Game bao gồm nhiều đơn vị và các công trình cụ thể cho mỗi nền văn minh cũng như cả các đơn vị lục quân và hải quân.
Chức năng chơi mạng áp dụng kiểu Mạng đồng đẳng và được xác nhận rằng game sẽ không có máy chủ trung tâm.

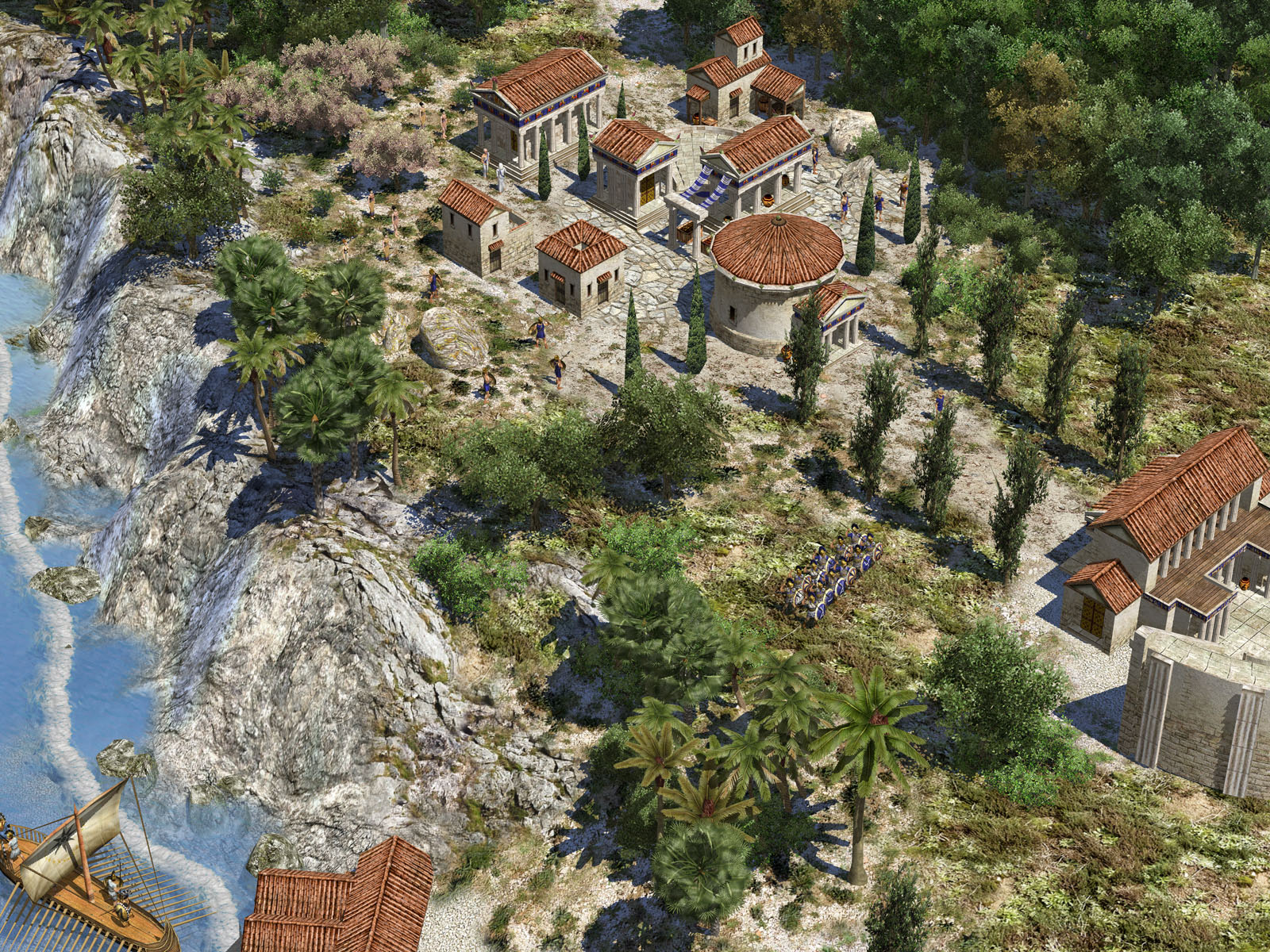
Hình ảnh trong game, cho thấy một thị trấn Hy Lạp cổ đại

### Các nền văn minh
0 A.D. cho phép người chơi điều khiển một trong sáu nền văn minh thời cổ đại.
- Carthage sở hữu hải quân mạnh nhất trong game, cũng như khả năng buôn bán tốt nhất. Các đơn vị quân bao gồm voi chiến và Binh đội Thần thánh (Sacred Band). Tuy nhiên phần lớn binh lính trong quân đội là lính đánh thuê rất tốn kém.
- Xen-tơ vượt trội trong cận chiến. Vũ khí công thành và hải quân của họ rất kém phát triển. Họ xây dựng các công trình chủ yếu bằng gỗ, tốc độ xây dựng nhanh và không tốn nhiều chi phí, tuy có phần yếu hơn so với những công trình tương tự bằng đá khác.
- Hy Lạp sở hữu những công trình có sức phòng thủ mạnh, tàu chiến trireme, công nghệ rẻ hơn và đội hình phalanx, khiến cho những đơn vị lính bộ binh Hoplite của nền văn minh này gần như bất khả chiến bại khi bị tấn công từ phía trước.
- Iberian sở hữu những đơn vị lính bộ binh có khả năng tấn công dồn dập và nhanh nhất trong game, đặc biệt là Lính ném đá Balearic (Balearic Slinger). Một số đơn vị lính tầm xa cũng có khả năng đặc biệt là bắn tên lửa. Thép Toledo cho họ những loại vũ khí kim loại tốt.
- Ba Tư là nền văn minh lớn nhất trên toàn thế giới. Thường tuyển nhiều loại quân từ một loạt các nước chư hầu của phó vương. Bộ binh khá yếu và trang bị kém, nhưng có thể tập trung ở số lượng lớn. Sở hữu kỵ binh mạnh nhất (mặc dù đắt nhất) trong game và là nền văn minh duy nhất xuất hiện đầy đủ các hình thái của kỵ binh, gồm cả kỵ binh dưới dạng chiến xa lưỡi hái. Đây cũng là nền văn minh có những công trình mạnh nhất trong game.
- La Mã là nền văn minh có khả năng huấn luyện loại kiếm sĩ mạnh nhất (Hastati) trong game cũng như khả năng xây dựng các công cụ công thành mạnh nhất. Một ưu thế khác đó chính là khả năng xây thành lũy bao vây thành phố của đối phương trên lãnh thổ địch.[37]

## Đón nhận
0 A.D. được Mod DB bình chọn là một trong 100 Bản mod và game độc lập hay nhất của năm 2008. Riêng năm 2009, game còn được xếp hạng trong danh sách 100 Bản mod và Game Độc lập hay nhất trong năm 2008 và cũng giành vị trí thứ ba của giải Lựa chọn của Người chơi trong Game độc lập Sắp tới. Vào năm 2010, 0 A.D. nhận được một đề cử xứng đáng cho giải Lựa chọn của Người chơi trong Game độc lập Sắp tới. 0 A.D. nhìn chung đều đã nhận được sự đón nhận nồng nhiệt.